# Kongekabale
Kongekabale è un film del 2004 diretto da Nikolaj Arcel, al suo esordio alla regia di un lungometraggio.
È l'adattamento cinematografico dell'omonimo romanzo del 2000 dell'ex spin doctor Niels Krause-Kjær.

## Trama
L'incidente forse mortale di un importante politico dell'opposizione a undici giorni dalle elezioni parlamentari scatena la scalata al potere di varie, spregiudicate figure del suo partito.

## Produzione
Le riprese sono cominciate nel settembre 2003 in Danimarca. Il direttore della fotografia Rasmus Videbæk ha girato il film in 16 millimetri.
Il film ha avuto un budget di 16,8 milioni di corone danesi (pari a 2,5 milioni di dollari).

## Distribuzione
È stato presentato in anteprima fuori concorso al Festival di Locarno il 10 agosto 2004, venendo distribuito nelle sale cinematografiche danesi da Nordisk Film a partire dal 1º ottobre dello stesso anno.
In Italia è stato presentato in anteprima all'EuropaCinema di Viareggio il 28 settembre 2004.

## Accoglienza
Il film è stato un grande successo al botteghino danese, dove ha registrato oltre 550 mila spettatori su di una popolazione totale di 5,4 milioni. È stato il film danese di maggior successo dell'anno come numero di spettatori e incasso, quest'ultimo pari a circa 5 milioni di dollari.

## Riconoscimenti
- 2005 – Premi Robert[11][12]
  - Miglior film
  - Miglior regia a Nikolaj Arcel
  - Miglior attore non protagonista a Søren Pilmark
  - Miglior sceneggiatura non originale a Nikolaj Arcel e Rasmus Heisterberg
  - Miglior fotografia a Rasmus Videbæk
  - Miglior montaggio a Mikkel E. G. Nielsen
  - Miglior scenografia a Niels Sejer
  - Migliori costumi a Helle Nielsen
  - Candidatura per la miglior colonna sonora a Flemming Nordkrog ed Henrik Munch
  - Candidatura per il miglior trucco a Kamilla Bjerglind
- 2005 – Premi Bodil[13]
  - Miglior film
  - Miglior attore non protagonista a Søren Pilmark
  - Candidatura per il miglior attore ad Anders W. Berthelsen
  - Candidatura per il miglior attore non protagonista a Nicolas Bro
  - Candidatura per la miglior attrice non protagonista a Nastja Arcel
- 2004 – EuropaCinema
  - Miglior sceneggiatura a Nikolaj Arcel e Rasmus Heisterberg